# Jakob Klemenčič
Jakob Klemenčič (* 13. Dezember 2002) ist ein slowenischer Radrennfahrer, der sich im Mountainbikesport auf die Disziplin Cross-Country Eliminator spezialisiert hat.

## Sportlicher Werdegang
Klemenčič stammt von einem Bauernhof bei Godovič und fährt seit Beginn seiner Karriere für den örtlichen Verein MBK Črni Vrh. Er wurde 2019 und 2020 slowenischer Junioren-Meister im olympischen Cross-Country (XCO). 2021 offenbarte er mit einem sechsten Platz bei den Europameisterschaften im Eliminator (XCE) seine Qualitäten für diese Disziplin. Im Jahr darauf wurde er Europameister in Abwesenheit der meisten älteren Fahrer, da das XCE-Rennen 2022 in die Junioren- und U23-Europameisterschaften integriert war. Sein Sieg veranlasste den slowenischen Verband zur Organisation einer Landesmeisterschaft in dieser Disziplin, die er ebenfalls gewann, wie auch 2023.
Im Eliminator-Weltcup kam er 2023 in Leuven erstmals ins Finale. Im Jahr darauf wurde er Zweiter der Europa- und der Weltmeisterschaften. Dank eines Sponsors konnte er 2025 erstmals eine komplette Weltcup-Saison in Angriff nehmen und erzielte im Auftaktrennen von Duschanbe seinen ersten Weltcupsieg.
Außerhalb seiner Spezialdisziplin war Klemenčič im XCO sowie im Shorttrack (XCC) wiederholt Zweiter oder Dritter der slowenischen Meisterschaften.

## Erfolge
2019
 Slowenischer Meister (Junioren) – Cross-Country XCO
2020
 Slowenischer Meister (Junioren) – Cross-Country XCO
2022
 Europameister – Eliminator XCE
 Slowenischer Meister – Eliminator XCE
2023
 Slowenischer Meister – Eliminator XCE
2024
 Europameisterschaften – Eliminator XCE
 Weltmeisterschaften – Eliminator XCE
2025
XCE-Weltcup – Duschanbe, Aalen